# Who Is It
Who Is It (з англ. «Хто це») — пісня американського поп-співака Майкла Джексона з його восьмого студійного альбому Dangerous. Також пісня була випущена як п'ятий сингл з альбому у 1992, у США сингл був випущений у березні 1993 року.

## Історія створення
Ідея пісні з'явилася у Джексона у 1989 році, після закінчення Bad World Tour. Він подзвонив Біллу Ботреллу та наспівав йому партію басу. Співак показував, чого він хоче добитися за допомогою бітбоксу. Урешті-решт Майкл і Білл повернулися до роботи над піснею у 1991 році.

## Сюжет пісні
У пісні «Who Is It» співак, дізнавшись про зраду дівчини, хоче дізнатися, до кого вона пішла.

## Музичне відео
У 1992 році був знятий кліп до пісні. Режисером кліпу став Девід Фінчер. Але Майклу не подобалася ідея режисера, і у більшій частині кліпу він не з'являвся. 13 липня 1992 відбулася прем'єра відеоролику в Європі. У США показали іншу версію кліпу: монтаж відривків з його попередніх кліпів та концертів.

## Концертні виступи
Цю пісню Майкл ніколи не виконував на концертах. В інтерв'ю Опрі Уінфрі, він наспівав невелику частину пісні, інтерв'ю показали на початку 1993 року. Інструментальна інтерлюдія мала прозвучати на турі «This Is It» (2009—2010), який скасували через смерть Джексона.